# Centro di controllo missione di Roscosmos

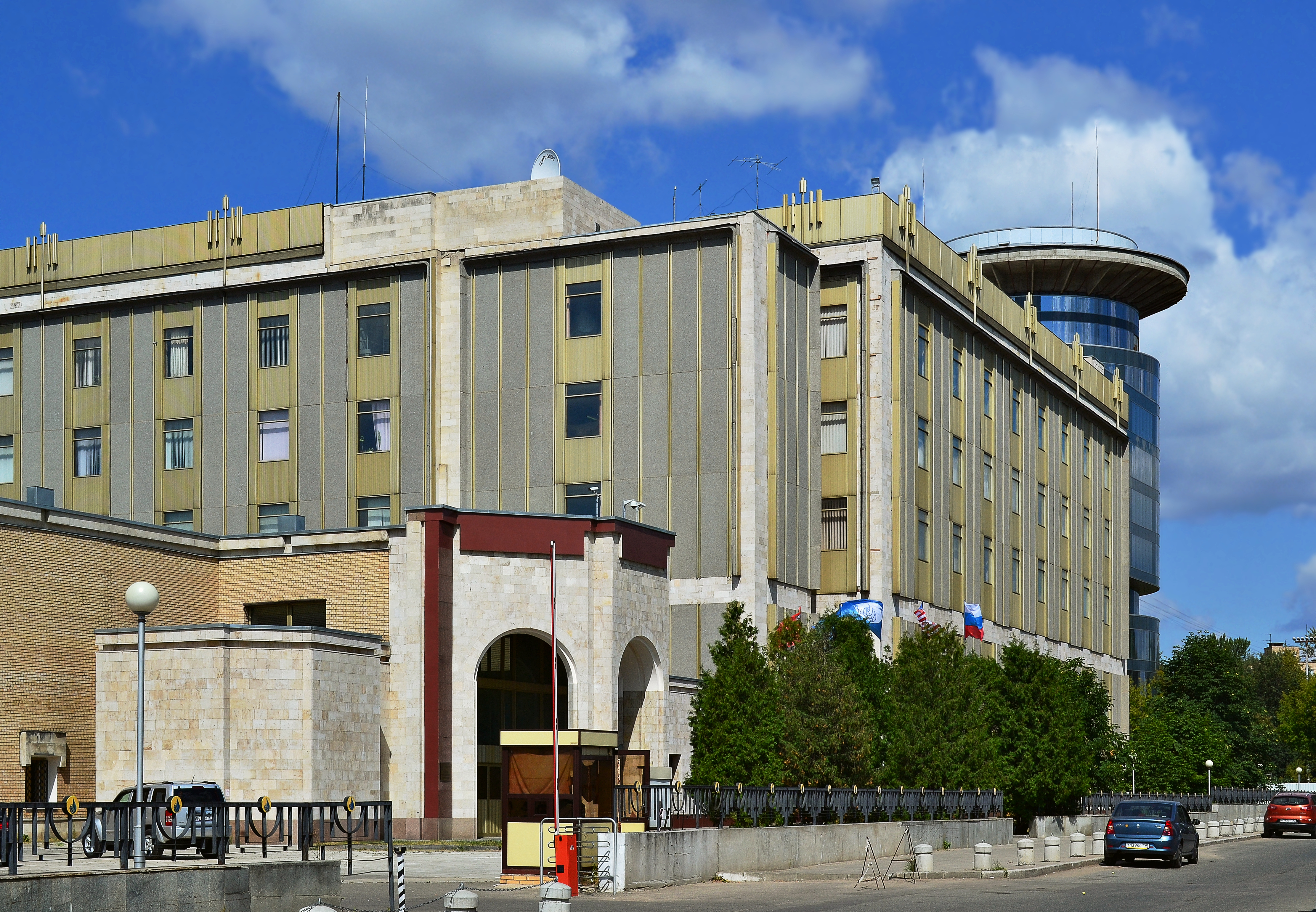
Il Centro di controllo missione

Il Centro di controllo missione di Roscosmos (in russo Центр управления полётами (ЦУП)?, CUP), noto anche con il suo indicativo di chiamata radio, Mosca o MCC-M, è il centro di controllo missione del CNIIMaš situato nella città di Korolev, vicino a Mosca, in Russia. È il luogo dal quale viene gestito la maggior parte del programma spaziale russo.
Dal momento in cui il veicolo spaziale lascia la rampa di lancio, il controllo della missione passa dal Centro di controllo della rampa al MCC-M, dove i sistemi di bordo dei veicoli spaziali, il benessere dei membri dell'equipaggio, se presenti, e la sicurezza della missione vengono costantemente monitorati per prevenire l'insorgere di situazioni critiche e agire di conseguenza, fino alla conclusione della missione. Le capacità tecniche del MCC consentono di controllare simultaneamente 10-15 veicoli spaziali in diversi programmi, tra cui i veicoli spaziali con equipaggio Sojuz, i veicoli spaziali cargo Progress, il Segmento russo della Stazione spaziale internazionale (ISS) e i veicoli spaziali scientifici e socioeconomici come i satelliti di osservazione terrestre Resurs-DK1 e Resurs-P, meteorologici "Electro-L" e "Kanopus-V" e delle telecomunicazioni "Luch-5A", "Luch-5B" e "Luch-5V".

## Attività del GOGU

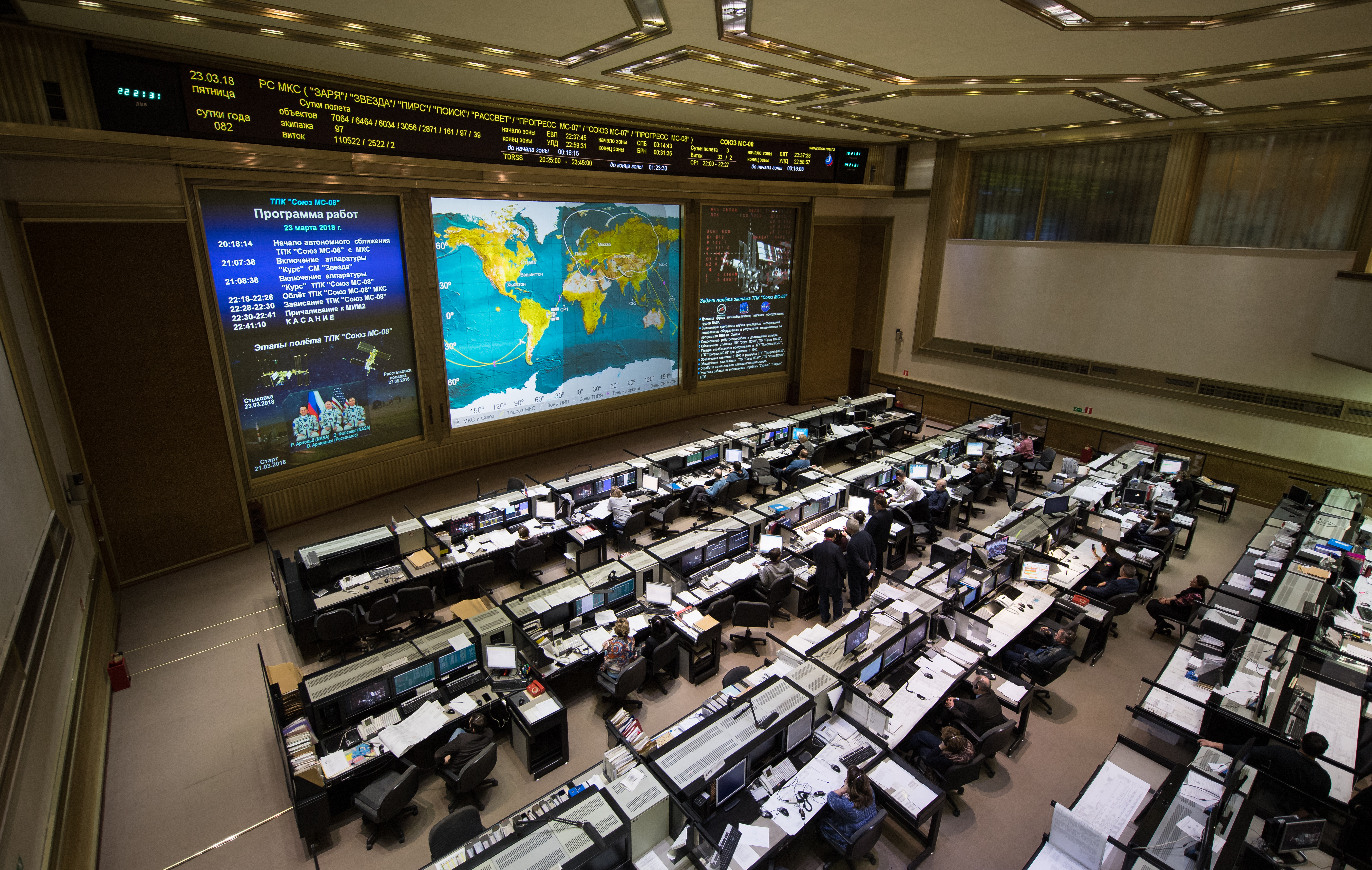
Una sala del Centro di controllo missione di Mosca (MCC-M)

Il controllo diretto del Segmento russo della ISS viene effettuato dal Gruppo di gestione operativo principale (in russo главной оперативной группы управления (ГОГУ)?, anche conosciuto come Main Operational Management Group (GOGU)), che comprende una trentina di controllori di volo che si occupano, tra le altre cose della comunicazione con l'equipaggio in orbita, dell'analisi dei sistemi di bordo dei veicoli spaziali, della pianificazione operativa delle attività a bordo, dell'attuazione delle operazioni pianificate, dell'elaborazione dei risultati degli esperimenti scientifici, oltre alle situazioni dinamiche come l'attracco, sgancio e rientro sulla terra di un veicolo, le attività extraveicolari e le situazioni d'emergenza. A capo del GOGU si trova il Direttore di volo che coordina il lavoro dei controllori del gruppo operativo, che spesso rappresentano varie organizzazioni, ad esempio gli sviluppatori di tecnologia e sistemi spaziali come RKK Ėnergija, oltre a controllare la salute e le prestazioni dei membri dell'equipaggio in orbita. Le sale di controllo del MCC-M adibite alla gestione del segmento russo della ISS sono tre: la sala di controllo principale, quella del modulo Zarja e un'altra per l'attività scientifica. La sala di controllo principale, dove lavora il Gruppo di gestione operativo principale (GOGU) 24 ore su 24, è dotata di circa trenta postazioni occupate degli specialisti dei vari sistemi del Segmento. In aggiunta, sono presenti sale più piccole per il controllo dei veicoli spaziali russi e per l'addestramento. 

## Storia
Il 4 ottobre 1957, dopo aver lanciato il primo satellite dell'Unione Sovietica (Sputnik 1), gli specialisti sovietici si domandarono come gestire e elaborare le informazioni ricevute dalle stazioni di tracciamento terrestri dei veicoli spaziali in orbita. Venne quindi istituito un primo Centro di controllo missione, all'epoca conosciuto come Centro di calcolo (VC; in russo вычислительный центр (ВЦ)?)  presso l'Istituto statale di ricerca Nº88 (NII-88), il 3 ottobre 1960. Al giorno d'oggi noto come unità di ricerca del Central Scientific Research Institute of Mechanical Engineering (CNIIMaš) sotto la direzione di Roscosmos. Il VC e la divisione balistica di NII-88 furono incaricati della gestione del centro balistico dell'industria (BC-2), che, insieme ai centri balistici del Ministero della Difesa (BC-1) e dell'Accademia delle scienze dell'URSS (BC-3), iniziarono a ricoprire il ruolo di Centro di controllo del volo spaziale nel 1963. Da quell'anno il NII-88 migliorò ulteriormente il Centro riuscendo a ricevere e elaborare la telemetria dei veicoli robotici Luna 4 e dei veicoli con equipaggio Vostok 5 e Vostok 6. A gennaio 1964 il NII-88 venne trasformato in un Centro di coordinamento e calcolo (KVC; in russo Координационно-вычислительный центр (КВЦ)?). Il centro balistico, poi unitosi al KVC, divenne il centro di controllo delle missioni interplanetarie automatiche su Venere e Marte, e missioni scientifiche nazionali come Meteor e Proton, oltre che Centro di riserva per i programmi con equipaggio (Sojuz, stazione Saljut).
Nel 1973, per garantire lo svolgimento del progetto congiunto Apollo-Sojuz previsto per il 1975, fu creato il Centro di controllo della missione sovietica Sojuz-M (SCUP; in russo Советский центр управления полётом пилотируемых кораблей «Союз-М» (СЦУП)?) sulla base del KVC. Venne permesso anche agli specialisti americani di accedere al Centro per la formazione congiunta e al controllo del volo dei veicoli. Durante il volo vennero completati tutti i compiti principali del programma: il riavvicinamento e l'attracco dei veicoli, la transizione dei membri dell'equipaggio da un veicolo all'altro, l'interazione dei centri di controllo missione e tutti gli esperimenti scientifici congiunti previsti. Il progetto Apollo-Sojuz entrò nella storia come il primo grande passo sul percorso dell'esplorazione spaziale congiunto di diversi paesi che portò alla creazione della Stazione spaziale internazionale e in futuro del Gateway.
Il 29 settembre 1977 fu lanciata in orbita la stazione di lunga durata Saljut 6, dotata di due nodi di aggancio per diverse veicoli spaziali. Saljut 6 divenne la prima stazione spaziale completamente controllata dall'MCC-M. Al fine di rifornire continuamente la stazione di carburante, attrezzature scientifiche e provviste alimentari e personali dell'equipaggio, vennero costruiti dei veicoli spaziali cargo Progress, gestiti dagli specialisti del MCC. Lo sviluppo di veicoli cargo automatici cambiò radicalmente il modo di vivere e lavorare dell'uomo nello spazio, compiendo un nuovo passo per garantire la permanenza a lungo termine di un equipaggio nello spazio nei pressi della Terra.
Dal 1977 al Centro venne affidata la gestione dei voli di tutti i veicoli spaziali russi, sia orbitali con equipaggio sia interplanetari automatici, tra cui i veicoli dei programmi Venus, Vega, Phobos e Luna.
Nel 1987 venne avviata la gestione dei voli spaziali, prima di collaudo e poi operativi, dello spazioplano riutilizzabile russo Buran, creando una sala di controllo aggiuntiva apposita nominata "Buranovskij". L'anno successivo il Buran svolse un volo di prova senza equipaggio, eseguendo due orbite automatiche intorno alla Terra e atterrando al Cosmodromo di Bajkonur, nell'RSS Kazaka. Il Buran non svolse nessun altro volo e, con la caduta dell'Unione Sovietica, il programma venne cancellato. Dal 1998, la sala di controllo del Buran, dopo la riqualificazione e l'ammodernamento, venne utilizzata come sala di controllo del Segmento russo della Stazione Spaziale Internazionale.
Dal 1986 e per i 15 anni successivi, il MCC gestì il programma della Mir. A questo programma presero parte 39 equipaggi, di cui 9 missioni americane Shuttle. Nel 2001 il Centro si occupò del deorbit e del rientro atmosferico della Mir.
Nel 1995 con l’entrata in servizio del GLONASS, venne istituito il Centro d'informazione e analisi per il coordinamento del tempo e il supporto alla navigazione (IAC KVNO; in russo информационно-аналитический центр координатно-временного и навигационного обеспечения?), il cui campo di attività era la tecnologia di navigazione satellitare, i sistemi satellitari globali di navigazione (GNSS) e il sistema russo GLONASS. Nel 2007 questo Centro lasciò il MCC e divenne un centro indipendente all'interno del CNIIMaš.
Dalla creazione della Stazione Spaziale Internazionale avvenuta nel 1998, il Centro di controllo russo, insieme a quello americano, è il principale centro di controllo per la gestione e il controllo della ISS. Nel centro di controllo russo, come in quello americano, è presente uno specialista dell'altra agenzia partner per la gestione dei moduli nazionali nel caso in cui ci siano dei problemi all'altro centro di controllo.